# Кузьменко, Виктор Александрович
Кузьменко Виктор Александрович (13 июня 1956, Кутаиси, край Имерети, Грузинская ССР) — российский писатель, поэт, бард.

## Биография
Отец — Кузьменко Александр Никифорович (1932—?). Мать — Арутюнова Маргарита Липаритовна (1935—2010).
До семи лет жил с родителями в Кустанайской области. Посещал музыкальную школу по классу аккордеона, увлекался рисованием. Закончил изостудию при Уфимском Дворце пионеров им. В. Комарова. По окончании школы пошёл учиться на закройщика. С 1972 по 1974 год входил в состав ВИА «Дулкын» («Волна»).
В 1974 году был призван на Северный флот. По 1976 год служил на Центральном ядерном полигоне Новая Земля. Как участник испытаний ядерного оружия за отличную службу в подразделении особого риска награждён медалями. Первые стихи и песни написаны в этот период. В 1975−1976 входил в состав ВИА «Северяне» (Белушья губа). Ветеран подразделений особого риска.
По возвращении со службы работал на заводе фрезеровщиком, закройщиком в ателье, испытателем кабельной продукции. С 1979 жил в городе Ермак, Павлодарской области. Работал на железной дороге. Первые публикации — подборки стихов в местной газете «Путь Ильича» (1983), «Ленинская смена» — Алма-Ата (1984), в московской газете «Гудок» (1984). Начал писать первые песни в жанре «авторская песня». Вернувшись в 1985 году в Уфу, Виктор Кузьменко присоединился к КСП «Тургай», публиковал стихи в местных газетах. В 1987 году на XIV туристском фестивале патриотической песни им. В. Грушина становится Лауреатом в номинации «автор».
В конце 1989 года начал работу над трагедией по мотивам повести Л. Андреева «Иуда Искариот», которую завершил в середине 1990 года. В трагедии «Любовь Искариота» автор отразил природу предательства, а также тему не находившей «выхода» в сложившихся жизненных обстоятельствах любви героя к учителю.
В 1990—1995 годы написал всего несколько песен, одной из которых была уготована долгая судьба — песня «Калина-ягода» была принята исполнителями, как любителями, так и профессионалами. Песня звучала с разных сцен, в сольном, ансамблевом и хоровом исполнении. С середины 1995 до весны 1996 года Виктором Кузьменко написано более двадцати песен, большая часть которых вошла в первый альбом «Осенние костры» — Уфа (1996).
До 1997 года работал слесарем-сантехником в ЖЭУ 26 г. Уфы. В 1997 году начал работать на ведущей FM-радиостанции Уфы. Несмотря на загруженность редакторскими обязанностями, к 2000 году сочинил 15 новых песен, опубликовал сборник стихов «Спираль» (1999). Появились стихи в литературном альманахе «Бельские просторы» (2005, 2012, 2017, 2019, 2020, 2021, 2022г.г.), в альманахе «45-я параллель» (2017, 2021г.г.). В 2008 году в Челябинске в издательство «Цицеро» вышел в свет большой сборник стихов и песен «Недосказанные слова». Сборник стихов "Вселенские ножницы" Издательство "Магнитогорский дом печати" - Магнитогорск (2021). 
С 2005 года Виктор Кузьменко принимает активное участие в работе по организации новых фестивалей авторской песни в Башкирии. Был техническим директором фестивалей «Агидель» и «Малиновый аккорд». С начала 2012 года он перешёл на работу в ИНХП (Институт нефтехимпереработки Республики Башкортостан). Как технический директор действующего при институте клуба авторской песни «Белый ворон», обеспечивал съёмку, запись и прямую трансляцию клубных мероприятий. Техническая группа клуба впервые за историю фестивалей, проводимых на Мастрюковских озёрах («Грушинский фестиваль» и «Платформа»), начала проводить прямую интернет-трансляцию выступлений на главных сценах.
В 2013 году, не прекращая исполнительскую деятельность, начал собирать материалы и работать над большим прозаическим произведением. К июлю 2017 года закончил роман «Прощай, салага!», который был опубликован в литературном альманахе «Бельские просторы» (№ 7—12, 2017).
В 2016 году был председателем жюри открытого фестиваля авторской песни «Лесной микрофон», который с 2001 года ежегодно проводится в городе Межгорье.
Член жюри полуфинала Международных Грушинских Интернет-конкурсов (2018—2023) — руководитель группы в номинации «барды».
В 2019 и 2023 году был Почётным гостем Грушинского , Гостем 43 Ильменского фестивалей. В 2021 году Председатель жюри ФАП "Куликово поле".
Член жюри I-го тура 47 Интерактивного международного Грушинского фестиваля (2019—2020).
В 2023 году, во время проведения Фестиваля памяти Ю.Визбора, в стену почёта Альплагеря "Цей" вмонтирован камень с именем Виктора Кузьменко. 
К настоящему времени в репертуаре автора около 200 песен на свои стихи и стихи российских поэтов. 
Журналист М. Б. Богуславский писал, что «Виктор уже удостоен высшей степени признания зрителя», хотя в мир бардовской песни он «входил постепенно, аккуратно, застолбив за собой этапы творческого пути. Рос он, росли его песни, росло влияние барда на читающую и слушающую публику». Его песня «Калина-ягода», наряду с песнями «От злой тоски не матерись» Александра Городницкого и «Губы окаянные» Юлия Кима, попала в число народных.
«Калина-ягода». Автор слов и музыки Виктор Кузьменко
Ветви развесила

Калина-ягода.

Ох, как невесело

Перебирать года.

Перебирать, рядить,

Что не случилося.

Была пора любить,

Да не любилося.

Пора любить прошла — 

Не попрощалася.

Всю грудь печаль прожгла

Та, что осталася.

Осталась навсегда

В ладошке горкою

Калина-ягода.

Ну что ж ты ... горькая?